# 727 هـ
727 هـ هي سنة في التقويم الهجري امتدت مقابلةً في التقويم الميلادي بين سنتي 1326 و1327.

## مواليد
- تاج الدين السبكي

## وفيات
- ابن الزملكاني
- شمس الدين الأنصاري